# 구륜동물

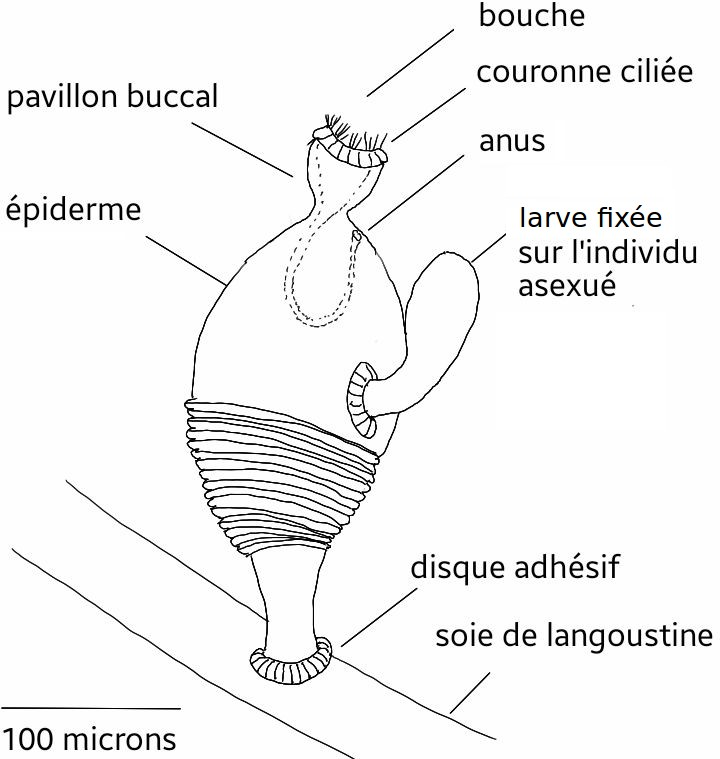

심비온속(Symbion)은 냉수 바닷가재의 몸에 부착되어 사는, 폭 ½ mm 이하의 매우 작은 해양 동물의 속이다. 다른 동물문과 너무 달라서, 1995년 발견된 후 새로운 문, 구륜동물문(Cycliophora)으로 배정되었다. 구륜동물문은 1983년에 윤형동물문(Loricifera)이 발견된 이래, 새로운 다세포 기관 중에서 최초의 동물 문(門)이다.

## 분류
심비온속(Symbion)은 1995년에 라인하르트 크리스텐센과 피터 펀치에 의해 노르웨이바닷가재 (Nephrops norvegicus)의 구기(口器)에서 발견되었고, 기타 종들은 다음과 같은 곳에서 발견되었다.:
- 미국바닷가재 (Homarus americanus, Symbion americanus가 기생)[2][3]
- 유럽바닷가재 (Homarus gammarus, 아직 Symbion이라는 속명이 붙지 않은 종들이 기생)

이 속은 바닷가재와 공생 관계(상부상조(symbiosis) 형태)에 있기 때문에 심비온속(Symbion)이라는 이름이 붙었다. 이들은 먹이를 바닷가재가 먹다 만 먹이에서 얻는다.
심비온속(Symbion)은 명백한 근연종이 없는 매우 작고 독특한 동물로, 그 자체로 구륜동물문(Cycliophora)이라는 문(門)을 이루고 있다. 심비온속(Symbion)의 계통발생적 위치는 불명확한 상태로 남아있다: 초기에는 심비온속(Symbion)과 구조적으로 유사한 외항동물문(Ectoprocta)과 내항동물문(Entoprocta)이 심비온속과 관련이 있는 동물 문으로 고려되었다. 그러나, 유전자 연구를 통해, Gnathifera와 좀 더 밀접한 관계에 있는 것으로 입증되고 있다.